# A statek płynie
A statek płynie (oryg. E la nave va) – włosko-francuski film z 1983 roku w reżyserii Federico Felliniego.

## Obsada
- Freddie Jones jako Orlando
- Barbara Jefford jako Ildebranda Cuffari
- Peter Cellier jako pan Reginald J. Dongby
- Norma West jako Lady Violet Dongby
- Sarah-Jane Varley jako Dorotea
- Pina Bausch jako księżniczka Lherimia
- Janet Suzman jako Edmea Tetua
- Philip Locke jako premier
- Jonathan Cecil jako Ricotin

## Nagrody
Włoska Akademia Filmowa 1984:
- David di Donatello
  - najlepszy film
  - najlepsza scenografia (Dante Ferretti)
  - najlepsze zdjęcia (Giuseppe Rotunno)
  - najlepszy scenariusz (Federico Fellini, Tonino Guerra)